# غوردون فورست
غوردون فورست (بالإنجليزية: Gordon Forrest)‏ هو لاعب كرة قدم بريطاني في مركز الوسط، ولد في 14 يناير 1977 في دنفيرملين في المملكة المتحدة. لعب مع ريث روفرز.

## وصلات خارجية
- غوردون فورست على موقع قاعدة بيانات كرة القدم.إي يو (الإنجليزية)
- غوردون فورست على موقع Soccerbase.com (لاعب) (الإنجليزية)
- غوردون فورست على موقع عالم كرة القدم.نت (الإنجليزية)